# Johnson Aguiyi-Ironsi
Johnson Thomas Umunnakwe Aguiyi-Ironsi (Umuahia, 3 de marzo de 1924-Lalupon, 29 de julio de 1966) fue un militar nigeriano y el segundo presidente de Nigeria de la historia de ese país, cuando tomó el poder en el caos que siguió el primer golpe militar en Nigeria, desde el 16 de enero al 29 de julio de 1966, cuando fue asesinado por un grupo rebelde.

## Biografía
Thomas Umunnakwe Aguiyi-Ironsi nació en la familia de Mazi (Sr.) Ezeugo Aguiyi el 3 de marzo de 1924, en Ibeku , Umuahia , ubicada en el actual estado de Abia , Nigeria . A los ocho años, se fue a vivir con su hermana mayor, Anyamma, quien estaba casada con Theophilius Johnson, un diplomático de Sierra Leona que trabajaba en Umuahia. Aguiyi-Ironsi posteriormente tomó el apellido de su cuñado como su primer nombre, en admiración del Sr. Johnson por el papel de figura paterna que desempeñó en su vida.
Aguiyi-Ironsi tuvo su educación primaria y secundaria en Umauhia y Kano, respectivamente. A la edad de 18 años, se unió al Ejército de Nigeria en contra de los deseos de su hermana.
En 1942, Aguiyi-Ironsi se unió al Ejército de Nigeria, en el rango de privado con el séptimo batallón. Fue ascendido en 1946 al rango de sargento mayor de la compañía. También en 1946, Aguiyi-Ironsi fue enviado a un curso de capacitación de oficiales en el Staff College, Camberley , Inglaterra. El 12 de junio de 1949, después de completar su curso en Camberley, recibió una comisión de servicio corto como segundo teniente en la Royal Royal African Frontier Force, con una posterior promoción retroactiva a teniente a partir de la misma fecha. 
Aguiyi-Ironsi recibió una comisión regular el 16 de mayo de 1953 (antigüedad a partir del 8 de octubre de 1947), y fue ascendido a capitán con efecto desde la misma fecha (antigüedad a partir del 8 de octubre de 1951). Formó parte de los oficiales que se desempeñaron como la reina Isabel II del Reino Unido y el país de Nigeria en el momento en que visitó Nigeria en 1956, por lo que fue nombrado miembro de la Real Orden Victoriana (MVO). Fue promovido a major el 8 de octubre de 1958. 
En 1960, Aguiyi-Ironsi fue nombrado comandante del quinto batallón en Kano, Nigeria, con el rango de teniente coronel.
Más tarde, en 1960, encabezó la fuerza contingente nigeriana de la Operación de las Naciones Unidas en el Congo . De 1961 a 1962, Aguiyi-Ironsi fue el agregado militar de la Alta Comisión de Nigeria en Londres, Reino Unido. Durante este período fue promovido al rango de brigadier y durante su mandato como agregado militar asistió a algunos cursos en el Colegio de Defensa Imperial (rebautizado Royal College of Defense Studies en 1970), Seaford House, Belgrave Square. Fue nombrado miembro de la Orden del Imperio Británico, División Militar (MBE) en la lista de Honores de Año Nuevo de 1962 . 
En 1964 fue nombrado comandante de todas las fuerzas de mantenimiento de la paz de las Naciones Unidas en el Congo.
En 1965, Aguiyi-Ironsi fue promovido al rango de mayor general. ese mismo año, el general de división CB Welby-Everard entregó su posición como oficial general al mando, GOC de todo el ejército nigeriano al general de división Johnson Thomas Umunnakwe Aguiyi-Ironsi (lo que lo convierte en el primer indígena de Nigeria en dirigir todo el ejército nigeriano).
En enero de 1966, un grupo de oficiales del ejército, encabezado por el comandante Chukwuma Nzeogwu, derrocó a los gobiernos centrales y regionales de Nigeria, asesinó al primer ministro e intentó tomar el control del gobierno en un golpe de Estado fallido. Nzeogwu fue contrarrestado, capturado y encarcelado por el mayor general Johnson Aguiyi-Ironsi.
Aguiyi-Ironsi fue nombrado jefe de Estado militar el 17 de enero de 1966, cargo que ocupó hasta el 29 de julio de 1966, cuando un grupo de oficiales del ejército del norte se rebelaron contra el gobierno y mataron a Aguiyi-Ironsi.